# Liste der Kulturdenkmale in Luxemburg-Eich
In der Liste der Kulturdenkmale in Luxemburg-Eich sind alle Kulturdenkmale des luxemburgischen Stadtteils Eich aufgeführt (Stand: 15. Juli 2025).
| Bild            | Bezeichnung     | Lage                                                                 | Beschreibung | Stufe | Eingetragen seit  |
| --------------- | --------------- | -------------------------------------------------------------------- | ------------ | ----- | ----------------- |
| Gebäude         | Gebäude         | 5, Place François-Joseph Dargent (Karte)                             |              | PCN   | 15. Juli 2020     |
| Gebäude         | Gebäude         | 8, 10, 12, 14 und 16, rue d’Eich; 1 und 3, rue Auguste Laval (Karte) |              | PCN   | 2. September 2022 |
| „Alte Schmiede“ | „Alte Schmiede“ | rue Eecherschmelz (Karte)                                            |              | IS    | 10. Oktober 1986  |
| „Maison Wurth“  | „Maison Wurth“  | 2, place Dargent (Karte)                                             |              | IS    | 23. Februar 1988  |
| Gebäude         | Gebäude         | 13, place Dargent (Karte)                                            |              | IS    | 26. März 2013     |
| Haus            | Haus            | 15, Place Dargent (Karte)                                            |              | IS    | 25. Juli 2013     |
| Gebäude         | Gebäude         | 79 und 79A, Côte d’Eich (Karte)                                      |              | IS    | 26. Januar 2015   |
| Gebäude         | Gebäude         | 12, rue d’Eich (Karte)                                               |              | IS    | 8. November 2017  |
| Gebäude         | Gebäude         | 14, rue d’Eich (Karte)                                               |              | IS    | 8. November 2017  |

Legende: PCN – Immeubles et objets bénéficiant des effets de classement comme patrimoine culturel national; IS – Immeubles et objets inscrits à l’inventaire supplémentaire

## Quelle
- Liste des immeubles et objets beneficiant d’une protection nationales, Nationales Institut für das gebaute Erbe, Fassung vom 12. September 2022, S. 73, 81 (PDF)

- Karte mit allen Koordinaten:
- OSM |
- WikiMap

Bahnhofsviertel |
Beggen |
Belair |
Bonneweg |
Cents |
Clausen |
Dommeldingen |
Eich |
Gasperich |
Grund |
Hamm |
Hollerich |
Kirchberg |
Limpertsberg |
Merl |
Mühlenbach |
Neudorf-Weimershof |
Pfaffenthal |
Pulvermühle |
Rollingergrund |
Oberstadt |
Weimerskirch |
Zessingen
Bad Mondorf |
Bartringen |
Bauschleiden |
Bech |
Beckerich |
Befort |
Berdorf |
Bettemburg |
Bettendorf |
Betzdorf |
Bissen |
Biwer |
Burscheid |
Bous-Waldbredimus |
Clerf |
Colmar-Berg |
Consdorf |
Contern |
Dalheim |
Diekirch |
Differdingen |
Dippach |
Düdelingen |
Echternach |
Ell |
Ernztalgemeinde |
Erpeldingen an der Sauer |
Esch an der Alzette |
Esch an der Sauer |
Ettelbrück |
Fels |
Feulen |
Fischbach |
Flaxweiler |
Frisingen |
Garnich |
Goesdorf |
Grevenmacher |
Grosbous-Wahl |
Habscht |
Heffingen |
Helperknapp |
Hesperingen |
Junglinster |
Käerjeng |
Kayl |
Kehlen |
Kiischpelt |
Koerich |
Kopstal |
Lenningen |
Leudelingen |
Lintgen |
Lorentzweiler |
Luxemburg |
Mamer |
Manternach |
Mersch |
Mertert |
Mertzig |
Monnerich |
Niederanven |
Nommern |
Parc Hosingen |
Petingen |
Préizerdaul |
Pütscheid |
Rambruch |
Reckingen/Mess |
Redingen/Attert |
Reisdorf |
Remich |
Roeser |
Rosport-Mompach |
Rümelingen |
Saeul |
Sandweiler |
Sassenheim |
Schengen |
Schieren |
Schifflingen |
Schüttringen |
Stadtbredimus |
Stauseegemeinde |
Steinfort |
Steinsel |
Strassen |
Tandel |
Ulflingen |
Useldingen |
Vianden |
Vichten |
Waldbillig |
Walferdingen |
Weiler zum Turm |
Weiswampach |
Wiltz |
Winseler |
Wintger |
Wormeldingen